# Alessandro Boccolini
Alessandro Boccolini es un futbolista italiano nacido en Roma, el 14 de julio de 1984). 

## Biografía
Es un guardameta italiano que actualmente milita en el equipo Ascoli Calcio 1898, es originario de la ciudad de Roma, Italia. Mide 1,84 m y su peso es de 81 kg. Debutó en el año 2003, a sus 19 años.

## Clubes
- A.S. Viterbese Calcio
- U.S. Alessandria Calcio
- Ascoli Calcio 1898

- Datos: Q1446283